# Marina Tomé
Marina Tomé est une actrice française d'origine argentine née en septembre 1959. Elle est à l'origine de la commission AAFA-Tunnel de la comédienne de 50 ans.

## Biographie
Diplômée de l’ENSATT dont elle sort en 1982, elle tourne au cinéma et à la télévision. Ses deux premiers rôles au cinéma sont Ceci est mon corps de Jérôme Soubeyrand et La dormeuse Duval de Manuel Sanchez.
En décembre 2015, elle lance et mène au sein de AAFA (Actrices Acteurs de France Associés) la commission AAFA-Tunnel de la Comédienne de 50 ans.
Elle est membre du Collectif 50/50 qui a pour but de promouvoir l'égalité des femmes et des hommes et la diversité dans le cinéma et l'audiovisuel.

## Théâtre
- 1986 : Bernard et Violette - Duo comique avec François Morel
- 1989/90 : Trop tard pour pleurer - Jean-Daniel Laval Sentier des Halles
- 1993 : Minima Moralia- Sylvie Jobert et Thierry Bedard
- 1995 : Aria di Roma de et avec Marina Tomé mise en scène  Hervé Dubourjal
- 1998 : La misère du monde / Rencontres à la Cartoucherie - Philippe Adrien
- 1999 : La main dans le bocal dans la boite dans le train  de Pedro Sedlinsky mise en scène Véronique Bellegarde
- 2004/05 : Daddy Blues de Bruno Chapelle et Martyne Visciano mise en scène Eric Cyvanian Tournée
- 2003 : L'homme ailé - Véronique Bellegarde
- 2011/12 : Zoltan  de Aziz Chouaki mise en scène Véronique Bellegarde Théâtre des Amandiers - Nanterre
- 2017 : La Lune en Plein Jour de et avec Marina Tomé mise en scène  Anouche SETBON à la Comédie de Picardie, Amiens
- 2020 : La Lune en Plein Jour de et avec Marina Tomé, mise en scène Anouche SETBON au Théatre de la Huchette, Paris

## Filmographie

### Cinéma
- 1990 : Tatie Danielle d'Étienne Chatiliez : la concierge
- 1992 : Riens du tout de Cédric Klapisch : Monitrice sourire
- 1992 : La Crise de Coline Serreau : Concepción
- 1994 : Parano d'Alain Robak (segment "Sado et Maso vont en bateau") : La femme de Sado et Maso
- 1994 : Le Péril jeune de Cédric Klapisch
- 1994 : Elles n'oublient jamais de Christopher Frank : Ariane
- 1995 : Adultère (mode d'emploi) de Christine Pascal : Maria-Jésus
- 1996 : XY, drôle de conception de Jean-Paul Lilienfeld : L'infirmière spermogramme
- 1996 : Méfie-toi de l'eau qui dort de Jacques Deschamps
- 1996 : Les Deux Papas et la Maman de Smaïn et Jean-Marc Longval : La dame du restaurant
- 1996 : Chacun cherche son chat de Cédric Klapisch : la styliste
- 1996 : Capitaine au long cours de Bianca Conti Rossini : Lourdes
- 1997 : Tortilla y cinema de Martin Provost : Christine, la productrice
- 1997 : Francorusse de Alexis Miansarow : La directrice de l'agence d'intérim
- 1998 : Charité biz'ness de Thierry Barthes et Pierre Jamin : Chris
- 1999 : Prison à domicile de Christophe Jacrot : Léonie Koutcharev
- 1999 : Le Voyage à Paris de Marc-Henri Dufresne : Françoise Dubosc
- 1999 : La vie ne me fait pas peur de Noémie Lvovsky : La mère d'Inès
- 1999 : Du bleu jusqu'en Amérique de Sarah Lévy : Melle Bouillaisse
- 1999 : L'Âme-sœur de Jean-Marie Bigard : Flore
- 2000 : La Taule d'Alain Robak : L'inspectrice
- 2000 : Le Battement d'ailes du papillon de Laurent Firode : Julie
- 2000 : Du poil sous les roses d'Agnès Obadia : Jeanne, la mère de Roudoudou
- 2000 :  Jet Set de Fabien Onteniente : Employée ANPE
- 2001 : Les Rois mages de Didier Bourdon et Bernard Campan : Première douanière française
- 2002 : Monique : toujours contente de Valérie Guignabodet : Sophie
- 2003 : Stormy Weather de Sólveig Anspach : Mademoiselle Ramirez
- 2004 : Brodeuses de Eléonore Faucher : Gynécologue
- 2004 : Albert est méchant de Hervé Palud : Marie-Ange, la pharmacienne
- 2004 : Éros thérapie de Danièle Dubroux : Jacky
- 2005 : Tout pour plaire de Cécile Telerman : La patronne de l'institut de beauté
- 2009 : Quelque chose à te dire de Cécile Telerman : Béatrice Celliers
- 2009 : La Grande Vie d'Emmanuel Salinger : Mme Papillon, proviseur
- 2010 : Belle épine de Rebecca Zlotowski : Nelly Cohen
- 2012 : Crimes en sourdine de Joël Chalude et Stéphane Onfroy : Mme Garcia III
- 2012 : La vie d'une autre de Sylvie Testud : La concierge Besuin
- 2013 : Les Interdits d'Anne Weil et Philippe Kotlarsky : Mme Cordelier
- 2014 : Ceci est mon corps de Jérôme Soubeyrand : Marlène
- 2017 : Ce qui nous lie de Cédric Klapish : La clerc de notaire
- 2017 : La Dormeuse Duval de Manuel Sanchez : Rose Matrin
- 2018 : Monsieur je-sais-tout de Stéphan Archinard et François Prévôt-Leygonie : Lidia
- 2018 : Les Goûts et les Couleurs de Myriam Aziza : Joss

### Télévision
- 1990 : Paparoff  - épisode : Paparoff se dédouble de Denys de La Patellière (série télévisée)
- 1994 : Les Enfants du faubourg, téléfilm  de Louis Grospierre : Ofelia Dos Santos
- 1994 : Les Cinq Dernières Minutes  - épisode : Fin de bail de Jean-Jacques Kahn (série télévisée) : Christina
- 1995 : L'Instit   - épisode : Aimer par cœur  de Pierre Lary (série télévisée) : Danièle
- 1995 : Julie Lescaut  - épisode : Recours en grâce de Joyce Buñuel (série télévisée) : Eliane Denis
- 1995 : Le Parasite, téléfilm  de Patrick Dewolf : Maria
- 1996 : La Guerre des poux, téléfilm  de Jean-Luc Trotignon : Maria
- 1997 : Les Bœuf-carottes  - épisode : Émotions fortes (série télévisée) : Carmen Gonzalès
- 1997 : Petites, téléfilm de Noémie Lvovsky : la mère d'Inès
- 1997 : La vie en face, téléfilm  de Laurent Dussaux
- 1998 : Un mois de réflexion, téléfilm  de Serge Moati : Agnès
- 1999 : La Finale, téléfilm  de Patricia Mazuy : Marie-France bis
- 2000 : L'Enfant de la honte, téléfilm de Claudio Tonetti : La nourrice
- 2000 : Le Lycée (série télévisée)
- 2002 : Justice de femme, téléfilm de Claude-Michel Rome : Emma Del Peira
- 2003 : Le Dirlo, téléfilm de Patrick Volson : Michèle Balint
- 2004 : Avocats et Associés  - épisode : Jean et le bébé de Olivier Barma (série télévisée) : Le juge Ravel
- 2007 : Central Nuit  - épisode : Une affaire d'honneur de Olivier Barma (série télévisée) : Mme Pintillé
- 2006 : PJ  - épisode : Viscéral  (série télévisée) : Sarah Vignal
- 2006 : Les Bleus, premiers pas dans la police  - épisode : Premiers pas dans la police  (série télévisée) : Prof d'espagnol
- 2006 : Hé m'sieur! - des yeux pour entendre, téléfilm de Patrick Volson : Bénédicte Raffin
- 2008 : Sur le fil - 3 épisodes :  Père et fils - William et Voyeur (série télévisée) : Sylvie Monge
- 2010 : Mes amis, mes amours, mes emmerdes...  - épisode : Pour le meilleur mais aussi pour le pire  (série télévisée) : Mme Balard
- 2010-2011 : Clem (série télévisée) : Directrice du centre social
  - 2010 - épisode : Pilote
  - 2011 - épisode : Bienvenue à Valentin
- 2011 : Commissaire Magellan - épisode : Noces funèbres de Claire de la Rochefoucauld
- 2011 : Louis XVI, l'homme qui ne voulait pas être roi, téléfilm de Thierry Binisti : Madame Adelaide
- 2012 : Crapuleuses, téléfilm de Magaly Richard-Serrano : La CPE
- 2013 : C'est la crise ! d'Anne Roumanoff : la DRH
- 2014 : Disparus de Thierry Binisti : Michèle
- 2016 : Candice Renoir : une des colocatrices de Madga Muller (mère de Candice Renoir)
- 2017 : Munch